# КИВЦЭТ-процесс
КИВЦЭ́Т-процесс — металлургический процесс, совмещающий обжиг и плавку исходного сырья во взвешенном состоянии с использованием кислородного дутья.

## Название
Термин КИВЦЭТ представляет собой сокращение словосочетания «КИслородно-Воздушный Циклонный ЭлектроТермический» (процесс).

## Технология
Процесс производится в агрегате, состоящем из циклонной плавильной камеры (шахты) и электротермической части, разделённых водоохлаждаемой перегородкой.
В качестве исходного сырья используются сульфидные свинцовые, свинцово-цинковые, медно-цинковые и другие концентраты. Взвесь концентрата в техническом кислороде подаётся в циклонную камеру, где осуществляется экзотермическая реакция окисления сульфидов. В результате химической реакции свинец и благородные металлы переходит в веркблей (черновой свинец), медь — в штейн, цинк — в шлак и частично в возгоны. Образующийся диоксид серы отводится с газами, а полученный расплав перетекает под перегородкой в электротермическую часть, где производится восстановление металлов, окисленных в плавильной камере.

## Достоинства
- Возможность переработки сложносоставных полиметаллических концентратов в одном металлургическом агрегате.
- Автогенность металлургического процесса.
- Малый объём технологических отходов, экологичность метода[1].

## История
КИВЦЭТ-процесс разработан в 1960-е годы в СССР. Значительный вклад в разработку метода внёс казахстанский советский учёный Султанбек Кожахметов.
Некоторые сконструированные установки:
- Иртышский медеплавильный завод (Глубокое, Восточно-Казахстанская область) — с 1975 года, производительность 15 млн т меди в год.
- Усть-Каменогорский свинцово-цинковый комбинат — с 1986 года, 47 тыс. т свинца в год.
- Потоси, Боливия — с 1979 года, 25 тыс. т свинца в год.
- Портовесме, Италия — с 1987 года, 100 тыс. т свинца в год.
- Трейл, Канада — с 1997 года, 120 тыс. т свинца в год.